# Loom
Loom (с англ. — «Ткацкий станок») — инновационная приключенческая компьютерная игра, выпущенная компанией Lucasfilm Games в 1990 году для IBM PC (версия EGA, впоследствии игра переиздавалась для FM Towns, TurboGrafx 16 и VGA-версии). Главой разработки был Брайан Мориарти, бывший сотрудник Infocom, автор классических текстовых игр Wishbringer, Trinity, Beyond Zork. Это первый графический квест Мориарти, в то же время это была 4-я игра Lucasfilm Games, сделанная на движке SCUMM, но первая, использовавшая схему управления действиями игровым персонажем, не основанную на командах-глаголах.

## Игровой мир
Предыстория игры описывается в тридцатиминутной аудиодраме, которая поставлялась на аудиокассетах в комплекте с оригинальными версиями игры. В ней повествуется об эпохе Великих гильдий, когда люди попытались установить свою власть над природой.
Каждая из гильдий начала ревностно оберегать свои секреты, нанимая целые армии для защиты своих интересов. Но некоторые гильдии не были столь честолюбивы. Члены Гильдии Ткачей предпочитали совершенствовать свои навыки вместо того, чтобы бороться за власть и могущество. Благодаря мастерству и талантам продукция ткачей была весьма ценной и популярной. Вскоре одеяния из их тканей начали славиться тем, что являлись зачарованными — некоторые излечивали от болезней, некоторые спасали от несчастий.
Со временем искусство Ткачей превзошло физический мир. Вместо льна и красителей они стали использовать свет и музыку, вплетая новые узоры в Ткань реальности. Непосвящённые рассматривали это как колдовство, и членов Гильдии подвергли гонениям. В конце концов им пришлось на остатки былого богатства купить скалистый остров Лум (англ. Loom) и поселиться на нём.

## Сюжет
Многовековая изоляция от остального мира превратила некогда процветающую гильдию Ткачей в небольшое сообщество, состоящее из нескольких десятков человек. Браки с представителями других гильдий не приветствовались, и профессия Ткачей вырождалась. Родив мёртвого ребёнка, Леда Потёртый Ворс (Cygna Threadbare) от обиды на старейшин за бездеятельность и слепое следование традициям вплела в реальность с помощью Ткацкого станка младенца — Боббина (Bobbin Threadbare). Опасаясь пророчества, гласившего, что сын станка разрушит его, а вслед за ним — и весь материальный мир, старейшины изгоняют Леду, превращая её в лебедя и запрещая ступать на остров. Самого Боббина отдают на воспитание Мыканице (Hetchel), при этом запрещая учить его мастерству Гильдии. Однако Мыканица втайне обучает его искусству ткачей вплетать нити и узоры в Ткань реальности.
В день семнадцатилетия Боббина старейшины призывают его к себе для определения его дальнейшей судьбы. Но после того, как они наказывают Мыканицу с помощью узора «Преображение», внезапно прилетает лебедь и накладывает этот же узор на всех жителей Лума, превратив их в лебедей и оставив Боббина в одиночестве. Теперь он должен разыскать этих лебедей и присоединиться к ним. Во время путешествия Боббин встречает честолюбивого епископа Мандибула из гильдии Клириков, заказавшего для будущей армии у гильдии Стеклодувов сферу предсказания, у гильдии Пастухов — сто тысяч упитанных овец, а у гильдии Кузнецов — десять тысяч мечей. Последней его целью является посох Ткача, который поможет разорвать тонкую Ткань реальности и призвать в этот мир мёртвых и стать правителем оставшихся живых. Однако после того, как Ткань была разорвана, вместе с мёртвыми в мир пришёл и Хаос, который имеет свои планы на мировое господство.
Вернув себе посох, Боббин устремляется вслед за Хаосом, пытаясь предотвратить разрушения, причинённые им. Единственный выход — уничтожить Ткацкий станок и разделить реальность на две половины, в которых добро и зло будут отделены друг от друга непреодолимой преградой. Сделав это, Боббин превращается в лебедя и присоединяется к остальным ткачам, навсегда покинув материальный мир.

## Игровое взаимодействие
В игре отсутствует взаимодействие с предметами, привычное в классических квестах. Чтобы воздействовать на предмет, необходимо наложить на него подходящий узор. Чтобы создать узор, который будет воздействовать на реальность, необходимо воспроизвести заклинание, состоящее из четырёх музыкальных нот в определённом порядке.
Вначале Боббину известны только три ноты из восьми, но по мере прохождения игры с ростом знаний героя об окружающем мире ему становятся доступны остальные. Соответственно, каждая мелодия обязательно содержит одну ноту того уровня, на котором она применяется, — поэтому на более низких уровнях она недоступна.
Набор мелодий, соответствующих каждому заклинанию, генерируется случайным образом в начале игры.
Игра имеет три уровня сложности, причём на самом сложном при составлении узоров игрок может полагаться только на свой слух — подсказки о воспроизводимых нотах нет. Однако за своё терпение игрок будет вознаграждён короткой (примерно 2 секунды) дополнительной сценкой, которой нет на других уровнях сложности. В озвученной CD-версии для DOS данная сценка показывается на всех уровнях сложности — таким образом, за прохождение на слух никаких наград не предусмотрено.
Начиная с Loom, LucasArts ввела свою парадигму, согласно которой персонаж не должен попадать в безвыходное положение или погибнуть. В руководстве пользователя был отведён этому принципу отдельный раздел, разъясняющий данный подход и отличающий его от других приключенческих игр (в основном подразумевался основной конкурент — Sierra On-Line, который частенько злоупотреблял подобными приёмами, заставляя игрока раз за разом проходить игру после единственной ошибки).

## Релизы
Первоначально игра вышла на гибких магнитных дисках для EGA (16 цветов), которая позднее была портирована на Amiga, Atari ST, Macintosh и TurboGrafx 16. Год спустя вышла 256-цветная версия для FM Towns на компакт-диске, содержавшая помимо улучшенной графики саундтрек к игре (8 звуковых дорожек классической музыки). Ещё год спустя вышла VGA-версия для PC, которая, однако, отличалась от предыдущей: в ней были озвучены диалоги, однако саундтрек и сами диалоги были урезаны, а ряд изображений крупных планов героев удалены, хотя в ресурсах игры они по-прежнему присутствовали.

### Музыка
Саундтрек игры составлен из отрывков балета Чайковского «Лебединое озеро». Первоначальная EGA-версия поддерживала только вывод через встроенный динамик и AdLib. Позднее LucasArts выпустила патч, включавший поддержку Roland MT-32, в котором также присутствовала дополнительная увертюра.
1. Loom Theme: Act 1 No. 4: Pas de trois: I. Intrada: Allegro
2. The Elders' Council: Act 4 No. 27: Danses des petits cygnes: Moderato
3. Crystalgard (The City of Glass): Act 2 No. 13: Danses des cygnes: IV. Allegro Moderato
4. The Shepherds / The Dragon Cave: Act 1 No. 6: Pas d’action: Andantino Quasi Moderato
5. The Blacksmiths' Guild: Act 1 No. 4: Pas de trois: IV. Moderato
6. The Cathedral: Act 1 No. 4: Pas de trois: II. Andante sostenuto
7. The Loom (Finale) Act 2 No. 14: Scene: Moderato

### Содержимое игрового пакета
Оригинальный пакет помимо дискет (или CD-ROM) с игрой включал в себя аудиокассету с тридцатиминутной аудиодрамой, раскрывающей историю и природу мира Loom, а также события, произошедшие перед рождением Боббина. Большинство актёров из числа исполнителей аудиодрамы позднее приняли участие и в озвучивании диалогов в версии для CD-ROM.
Кроме того, в поставку входили руководство пользователя и Книга узоров — иллюстрированный миниатюрами в стиле средневековья блокнот, в котором игрок мог записывать встречаемые в игре узоры. Так как узоры для каждой игры генерировались случайным образом в начале, рекомендовалось записывать их карандашом.

## Отсылки к игре
Следуя своей традиции, разработчики LucasArts включили в последующие игры множество пасхальных яиц и камео, ссылающихся на события и персонажи Loom.
Именно персонаж из Loom (помощник епископа Мандибула по имени Коб), одетый в костюм пирата и носящий значок «Спроси меня о Loom», рекламирует игру в баре SCUMM bar из The Secret of Monkey Island. Также после того как вас выстрелили из пушки (в цирке), вы можете сказать «Я Бобин. — Вы моя мать?»
В версии Maniac Mansion для NES есть запись на пластинке, на которой был записан саундтрек к Loom. Если её проиграть, то будет проиграна главная тема из вступления игры. В ремейке игры Maniac Mansion Deluxe есть такая же пластинка.
В игре Space Quest IV от основного конкурента Lucasfilm Games Sierra On-Line присутствует игра Boom, которую Роджер Вилко может приобрести в супермаркете Galaxy Galleria. Описание игры гласило: «Новейший хит от мастера рассказов Морри Брайанарти, BOOM, постхолокостная приключенческая игра, действие которой происходит в пост-холокостной Америке после холокоста. Нейтронные бомбы уничтожили всю жизнь, оставив только ВАС одного бродить среди обломков. Никаких других персонажей, конфликтов, головоломок, возможности умереть и отсутствие интерфейса делают эту игру наилегчайшей для прохождения! Просто загрузите её и наблюдайте за взрывом!» При этом имя автора игры Morrie Brianarty являлось открытым намёком на дизайнера Loom Брайана Мориарти), в то время как описание сюжета пародировало одну из предыдущих работ Мориарти Trinity, изданную Infocom.
Чучело Хаоса можно встретить в игре Indiana Jones and Fate of Atlantis.